# サン＝メダール＝アン＝ジャル
サン＝メダール＝アン＝ジャル （Saint-Médard-en-Jalles、ガスコーニュ語:Sent Medard de Jalas）は、フランス、ヌーヴェル＝アキテーヌ地域圏、ジロンド県のコミューン。

## 地理
ボルドー中心部から13km、ジャル・ド・ブランクフォール川（fr）のほとりにある。
爆発物を取り扱う企業グループSNPE（SNPE）の飛び地の周囲にサン＝メダールがあり、広範囲にコミューン面積の半分以上が都市化されている。無人の地域は多くを森で占められ、軍用地も存在している。

## 歴史
フランス革命時代、フュルミナン（Fulminant）という名に改称させられていた。

## 経済
サン＝メダールは、ジロンド県にある4つの核ミサイル産業関連機関のうち、3つの機関（SNPE、EADS アストリアム、CAEPE）が存在する、核ミサイル産業の中心である。他にスージュ基地、フランス国防省所属のDGEミサイル・テスト・センターがある。

## 人口統計
| 1962年 | 1968年 | 1975年 | 1982年 | 1990年 | 1999年 | 2006年 |
| ------ | ------ | ------ | ------ | ------ | ------ | ------ |
| 6 967  | 8 955  | 16 265 | 18 665 | 22 064 | 25 566 | 26 934 |

参照元 : EhessとINSEE

## 姉妹都市
- メルツィク、ドイツ
- アルマンサ、スペイン
- サバウディア、イタリア